# Oscar Morelli
Óscar Bonfiglio Moüett (Guaymas, Sonora, 4 de febrero de 1936 - Ciudad de México, 6 de junio de 2005), conocido como Óscar Morelli, fue un actor mexicano de cine, teatro, televisión y doblaje.

## Biografía
Nació en Guaymas, Sonora. Hijo del  portero de la Selección Nacional de Fútbol de México Oscar Bonfiglio y de Mercedes Moüett. Realizó sus estudios primarios y secundarios en el Heroico Colegio Militar de México. Al egresar estudió actuación en la Academia de Teatro de Andrés Soler, teniendo también como profesor a Seki Sano. Allí, conoció a la que sería su esposa por 47 años, la primera actriz María Eugenia Ríos. Se casaron el 2 de junio de 1958. Oscar debutó como actor en la década siguiente, en la telenovela La mesera en 1963, mientras que en cine debutó en la película Canción del alma en 1964. Fue uno de los actores con la trayectoria más destacada de la televisión, participando en más de 49 telenovelas, entre ellas se cuentan títulos como El carruaje, La hiena, Paloma, Muchacha de barrio, Amor en silencio, Yo no creo en los hombres, El vuelo del águila, Huracán, Rencor apasionado y La usurpadora. Gran actor de teatro, participó en obras como Cyrano de Bergerac, Un hombre contra el tiempo y Cita a los 25 años. También se destacó como director y actor de doblaje, prestando su voz al protagonista de la exitosa serie La isla de la fantasía, el Sr. Roarke (Ricardo Montalbán).
Oscar y su esposa María Eugenia procrearon cuatro hijos: el actor Óscar Bonfiglio, el cantante y actor Andrés Bonfiglio, María Eugenia y Gustavo.
Falleció el 6 de junio de 2005 en el Hospital Santaelena de Ciudad de México, a causa de un paro respiratorio. Había sido ingresado 20 días antes. Sus restos descansan en el Panteón Nuevo Jardín de Ciudad de México.
En 2008 se le rindió un homenaje en una misa que ofició el padre José Luis Salinas en el Convento de las Monjas Dominicas. Estuvieron presentes su viuda y sus cuatro hijos. María Eugenia Ríos declaró: Se fue de manera física pero sigue presente en nuestros corazones, fue un hombre, padre y esposo ejemplar. Lo recordamos como un ser lleno de bondades, de entusiasmo por la vida, su familia y su trabajo.

## Filmografía

### Telenovelas
- Contra viento y marea (2005) .... General Valadez
- La madrastra (2005) .... Director de la cárcel
- ¡Amigos x siempre! (2000) .... Máximo
- Por un beso (2000-2001) .... Don Clemente Fuentes
- Carita de ángel (2000) .... Dr. Villaseñor
- Cuento de Navidad (1999-2000) .... Joaquín
- Alma rebelde (1999) .... Evaristo
- El niño que vino del mar (1999)
- Rencor apasionado (1998) .... Ernesto Monteverde
- La usurpadora (1998) .... Juez Castro
- Huracán (1997-1998) .... Don Mariano Medina
- La culpa (1996) .... Lic. Salgado
- Para toda la vida (1996) .... Padre Cristóbal
- María José (1995) .... Mauro
- Agujetas de color de rosa (1994-1995) .... Mayordomo de mansión
- El vuelo del águila (1994-1995) .... Ignacio Martínez Pinillos
- Yo no creo en los hombres (1991) .... Lic. Salas
- La fuerza del amor (1990-1991) .... Damián
- Morir para vivir (1989)
- Flor y canela (1988-1989) .... Manuel
- Amor en silencio (1988) .... Julián
- Guadalupe (1984) .... Leopoldo Pereyra
- Leona Vicario (1982) .... José María García
- Muchacha de barrio (1979-1980) .... Eugenio
- La noche del sábado (1978) .... Leonardo
- Pacto de amor (1977-1978)
- Paloma (1975) .... Lic. Gil
- La tierra (1974-1975) .... Ornelas
- La hiena (1973-1974) .... Coronel Pedro Montero
- Cartas sin destino (1973) .... El Dandy
- El carruaje (1972) .... Coronel Alvírez / Coronel Billol
- El edificio de enfrente (1972)
- El amor tiene cara de mujer (1971-1973)
- La maestra (1971)
- Yesenia (1970) .... Jack Howard
- La Constitución (1970) .... Cándido Avilés
- El mariachi (1970) .... El Tacón
- Tú eres mi destino (1969)
- El diario de una señorita decente (1969) .... Juan Manuel
- Un color para tu piel (1967) .... Antonio
- Mujeres sin amor (1968)
- Tres vidas distintas (1968)
- Anita de Montemar (1967)
- Felipa Sánchez, la soldadera (1967) .... Anselmo
- La razón de vivir (1966)
- María Isabel (1966) .... Leobardo
- Vértigo (1966)
- Secreto de confesión (1965)
- Juan José (1964)
- La mesera (1963) Telenovela .... Pepe
- La familia Miau (1963)

### Películas
- El caporal (1997)  .... Omar
- Repartidores de muerte (1993)  .... Manoel Razo
- El gato con gatas (1992)  .... Roque
- Judicial pero honrado (1991)
- Trasplante a la mexicana (1990)  .... Tres Guerras
- Todo un hombre (1983)
- El torito de Tepito (1982)
- Longitud de guerra (1976)
- Un amor extraño (1975)
- La mafia amarilla (1975)
- Aquellos años (1973)
- Yesenia (1971)
- El tacón (1970)
- Quinto patio (1970)
- María Isabel (1968)
- La guerrillera de Villa (1967)
- Los tres farsantes (1965)  .... Pablo Neira (episodio "El Erudito")
- El juicio de Arcadio (1965)
- Canción del alma (1964)

### Teatro
Como actor
- La muerte de un viajante
- Romeo y Julieta
- Un hombre contra el tiempo
- Cyrano de Bergerac
- Un hombre a las puertas de Giradoux
- Los desarraigados
- Felicidad
- Don Juan Tenorio
- Cita a los 25 años
- Una pura y dos con sal
- Becket
- ¿Quién le teme a Virginia Woolf?
- La luna es azul
- Bodas de sangre
- Sueños de un seductor

Como director
- La luna es azul
- El agujerito
- Bodas de sangre
- Todos eran mis hijos